# HCL Domino
HCL Notes (vroeger IBM Notes en Lotus Notes) is de client in de client-server-, groupware-toepassing oorspronkelijk gecreëerd door de Lotus Development Corp. in 1989. In 1995 werd Lotus gekocht door IBM en omgedoopt in de Lotus Development-afdeling van IBM, tegenwoordig onderdeel van de IBM Software Group. HCL nam de producten over in juli 2019.
IBM noemt het "een geïntegreerde desktopclienttoepassing voor professionele e-mail-, agenda- en softwaretoepassingen op een IBM Lotus Domino-server".
Voorafgaand aan versie 4.5 verwees de term Lotus Notes naar zowel de client als de serverapplicatie.

## Functies en toepassingen
De Notes-client wordt vooral gebruikt voor e-mail, maar is ook een IM-programma (Lotus Sametime), webbrowser, kladblok, agenda/reserveringssysteem en een platform voor GroupWare-toepassingen.
De Notes-client ondersteunt IMAP- en POP-mailservers. De client integreert eventueel met een LDAP-server, zoals Active Directory. Met de client kan men ook surfen, volledig volgens de standaarden sinds versie 8.
De gratis designer-client is een ontwikkelomgeving gebaseerd op het Eclipse-platform. Met behulp van macro's en/of LotusScript is het mogelijk om toepassingen (databases) te bouwen waarin gebruikers documenten kunnen maken op basis van formulieren. Toepassingen kunnen ook worden geschreven in Java of server-side-JavaScript en vanaf versie 8.5 ook met het met Ajax compatibele XPages.
Op het vlak van e-mail (met behandeling van bijlagen), agenda's, to-do-lijstjes en planners is Lotus Notes te vergelijken met Microsoft Exchange, maar Lotus Notes heeft meer toepassingen.

## Geschiedenis
In de begindagen van Lotus Notes waren vooral de discussiefora, contactmanagementdatabanken en documentbibliotheken populair. Vandaag de dag vindt men in Lotus Notes ook blogs, wiki's, RSS, CRM en helpdesk-toepassingen, en er worden veel toepassingen gebouwd voor Notes met Domino Designer.
Sinds versie 7 biedt Notes ook een webservice-interface. Sinds versie 4.6 is Domino ook een webserver met een beveiliging door de pagina's te bewaren in Domino-databanken. Voor de authenticatie kan om het even welke LDAP-directory gebruikt worden.
Sinds versie 5 voorziet de Lotusserver de mogelijkheid om servers te clusteren, wat het platform schaalbaar maakt.
Kleinere bedrijven kunnen hun gegevensbeheer in Lotus Notes uitbesteden aan gespecialiseerde IT-ondernemingen, die Lotus Notes draaien in een serverpark.